# Moreira (Monção)
Moreira es una freguesia portuguesa del concelho de Monção, con 3,51 km² de superficie y 709 habitantes (2001). Su densidad de población es de 202 hab/km².